# Camden Pulkinen
Camden Pulkinen (* 25. März 2000 in Scottsdale, Arizona) ist ein US-amerikanischer Eiskunstläufer, der im Einzellauf antritt.

## Familie
Camden Pulkinen ist der Sohn von Jeri Pulkinen, die aus Thailand stammt, und Arthur Pulkinen, der finnischer und französischer Abstammung ist. Seine ältere Schwester Elena Pulkinen hat ebenfalls bis zu einem nationalen Level in Eiskunstlauf-Meisterschaften teilgenommen und inspirierte ihn, mit dem Eiskunstlauf anzufangen.
Neben seiner sportlichen Karriere absolviert Pulkinen ein Wirtschaftsstudium an der University of Colorado Colorado Springs.

## Sportliche Karriere
Camden Pulkinen begann 2005 im Alter von fünf Jahren mit dem Eiskunstlauf. Er trainiert bei Tammy Gambill und Damon Allen in der Broadmoor World Arena in Colorado Springs, zusammen mit Tomoki Hiwatashi und Vincent Zhou, mit denen er befreundet ist.
2017 gewann er die Silbermedaille, 2018 die Goldmedaille bei den US-amerikanischen Jugendmeisterschaften. In der Jugend-Grand-Prix-Serie 2017/18 qualifizierte er sich für das Finale, in dem er Sechster wurde. Im folgenden Jahr trat er erstmals unter den Erwachsenen bei den U.S. Championships an und erreichte den 12. Platz. In der Saison 2019/20 nahm er erstmals an der Grand-Prix-Serie der Erwachsenen teil – er belegte Platz 4 bei Skate Canada und Platz 8 im Cup of China – sowie an den Vier-Kontinente-Meisterschaften, bei denen er den 11. Platz belegte. In der Saison 2020/21, in der viele Veranstaltungen aufgrund der COVID-19-Pandemie abgesagt wurden, verzichtete er weitgehend auf Wettbewerbe.
2021/22 stieg er wieder in den Wettbewerb ein. Er wurde in der Grand-Prix-Serie zum Rostelecom Cup und zur NHK Trophy eingeladen und belegte den 7. bzw. 11. Platz. Bei den Vier-Kontinente-Meisterschaften 2022 erreichte er den 12. Platz.
Für das amerikanische Team für die Eiskunstlauf-Weltmeisterschaften 2022 wurde Pulkinen als zweiter Nachrücker nach Jason Brown benannt. Nachdem Nathan Chen wegen einer Verletzung seine Teilnahme zurückgezogen und auch Brown auf die Teilnahme verzichtet hatte, nahm Pulkinen seinen Platz ein. Bei den Weltmeisterschaften erzielte Pulkinen in beiden Programmen neue persönliche Bestleistungen. Nach dem Kurzprogramm belegte er den 12. Platz; durch einen 3. Platz in der Kür erreichte er Platz 5 in der Gesamtwertung.

## Ergebnisse
| Meisterschaft / Saison            | 2018/19 | 2019/20 | 2020/21 | 2021/22 | 2022/23 | 2023/24 | 2024/25 |
| --------------------------------- | ------- | ------- | ------- | ------- | ------- | ------- | ------- |
| Weltmeisterschaften               |         |         |         | 5.      |         | 20.     |         |
| Vier-Kontinente-Meisterschaften   |         | 11.     |         | 12.     |         |         |         |
| U.S. Figure Skating Championships | 12.     | 7.      | 8.      | 5.      | 8.      | 3.      | 3.      |
| Grand-Prix-Serie / Saison         | 2018/19 | 2019/20 | 2020/21 | 2021/22 | 2022/23 | 2023/24 | 2024/25 |
| Cup of China                      |         | 8.      |         |         |         |         |         |
| NHK Trophy                        |         |         |         | 11.     |         | 5.      |         |
| Rostelecom Cup                    |         |         |         | 7.      |         |         |         |
| Skate America                     |         |         | 9.      |         |         |         |         |
| Skate Canada                      |         | 4.      |         |         |         |         |         |
| Grand Prix de France              |         |         |         |         |         | 5.      | 11.     |
| Grand Prix Finnland               |         |         |         |         |         |         | 9.      |

Bei den Junioren
| Jugendwettbewerb / Saison      | 2015/16 | 2016/17 | 2017/18 | 2018/19 |
| ------------------------------ | ------- | ------- | ------- | ------- |
| Juniorenweltmeisterschaften    |         |         | 6.      | 8.      |
| Olympische Jugend-Winterspiele | 7.      |         |         |         |
| Junior-Grand-Prix-Finale       |         |         | 2.      | 5.      |
| Junior Grand Prix Österreich   |         |         | 1.      | 1.      |
| Junior Grand Prix Tschechien   |         |         |         | 2.      |
| Junior Grand Prix Estland      |         | 9.      |         |         |
| Junior Grand Prix Polen        |         |         | 2.      |         |
| U.S. Championships             | 11.     | 2.      | 1.      |         |